# 文泉驿

文泉驿的曾用Logo

文泉驿是一个开源汉字字体项目，由旅美学者房骞骞（FangQ）于2004年10月创建，集中力量解决GNU/Linux高质量中文字体匮乏的状況，字形符合中國規範漢字。目前，文泉驿已经开发并发布了第一个完整覆盖GB18030汉字（包含27000多个汉字）的多规格点阵汉字字库，第一个覆盖GBK字符集的开源矢量字库（文泉驿正黑），并提供了目前包含字符数目最多的开源字体——GNU Unifont——中绝大多数中日韩文相关的符号。这些字库已经逐渐成为主流Linux/Unix发行版中文桌面的首选中文字体。Debian、Gentoo、Mandriva、ArchLinux、Frugalware提供了官方源支持，而FreeBSD则在其ports中有提供。文泉驿的网站（除了论坛）采用Wiki搭建。

## 概述
文泉驿计划的初衷是为了从根本上改变自由中文字体匮乏的现状，开发高质量、多规格、多字体风格的开源中文字体（点阵字体和矢量字体），解决中文Linux/Unix发展的字体障碍，为中文发行版、开源中文软件的开发扫清障碍，降低中文Linux/Unix的使用门槛，从而让更多的人接触和使用Linux/Unix。
文泉驿计划正式开始于2004年10月，计划的第一步是在台湾志愿者Firefly完成的点阵的基础上开发完整覆盖Unicode中日韩统一表意文字区（共20902个汉字，等同于GBK字符集）在四个屏幕常用字号上的点阵字体，这个工作在王宏（hotcat）等志愿者的推动下于2005年4月完成，共绘制完成了新点阵约15000多个，优化原有的Firefly点阵数万余个，并于2005年6月正式发布了文泉驿点阵宋体。从2005年4月开始，点阵字体开发扩展到中日韩表意文字扩展A区（共6582个汉字）的工作在志愿者Nicholas Wang的积极参与下在2006年年中完成。此任务共绘制新点阵23000多个，与前面完成的字体结合，已经具备了完整的GB18030中文字符集覆盖。文泉驿点阵宋体经过参与者的不懈的改进，现在已经发布了四次主要更新（代号分别为文泉半两、苍龙、北斗和英雄-beta）。
与点阵中文字体开发平行启动的另外一个任务是开发高质量矢量字体，这个工作自2005年5月开始至2008年底，志愿者已经完成了超过27000个CJK基本和扩展A区汉字及25000多扩展B区罕用汉字的笔画分解工作。文泉驿矢量字体——正黑体——也于2007年9月发布第一个版本（开发代号：紫箫）。该矢量字体至2008年已经历两次主要更新（开发代号分别为夸父和祈祷），并成为Wikimedia系统唯一支持的中文黑体字体 （页面存档备份，存于）。
文泉驿字体开发过程大多数是通过一个改写的Wiki及部分离线编辑软件完成。特别是在线点阵编辑部分是开发的一个重要环节和工具，由于Wiki本身具备了强大的协同开发能力，具有良好的版本控制和信息组织机制，同时汉字编辑本身具有很好的可并行性和颗粒化特性，所以该平台在整个开发过程当中显示了强大的生命力。
文泉驿点阵字体和矢量字体分别于2006年5月27日和2007年9月9日实现了“每日自动编译新字体”（nightly build）的功能，对于在使用中对字型不满意的汉字，用户可以进行方便地进行在线修改，经过管理员审核，用户第二天就可以下载到修改后的最新字体。
由于文泉驿点阵能够克服大多数纯中文矢量字体边缘模糊不清、不易阅读的缺点，而且风格统一，字型严格按照Unicode和中国国家标准制作，加之版权、授权明晰，在发布后的不久，便被很多Linux/Unix发行版本接受作为默认屏幕中文字体，更多地发行版将文泉驿纳入他们的软件仓库，提供用户动态更新下载。

## 发展历程
- 2004年10月27日，FangQ 宣布文泉驿项目启动。
- 2005年1月6日，发布炎黄—Unifont (yhunifont) 16×16pt点阵字体。
- 2005年1月11日，文泉驿SourceForge项目管理页面启动。
- 2005年1月17日，离线点阵制作软件1.0正式版发布。
- 2005年2月6日，发布炎黄-Unifont 1.1。
- 2005年4月10日，CJK表意文字统一字符集汉字点阵于4月10日全部完成。
- 2005年4月22日，发布矢量汉字制作前台程序，矢量汉字开发正式启动。
- 2005年5月31日，开启CJK扩展A区点阵在线开发。
- 2005年6月26日，发布文泉驿点阵宋体字库v0.5（开发代号：文泉半两）。
- 2005年7月10日，发布炎黄-Unifont点阵字体v1.2，收录unicode字符总数突破四万。
- 2005年8月8日，发布文泉半两－v0.6（开发代号：苍龙）。
- 2005年8月19日，GB2312汉字笔画分析完成。
- 2005年8月27日，发布炎黄—unifont v1.2.2（开发代号：尧舜），收录符号总数达到41095个。
- 2005年10月4日，文泉驿点阵宋体（文泉半两v0.6.0）进驻Debian官方下载。
- 2005年12月20日，Magic Linux 2.0 RC2首次采用文泉驿点阵字体作为9pt~12pt屏幕显示字体，Magic Linux是第一个在官方发布版中使用文泉驿点阵字体的Linux发行版。
- 2006年2月9日，CJK Basic拥有开源图片的19816个汉字的笔画分析全部完成。
- 2006年5月20日，文泉驿点阵宋体v0.7（北斗）正式发布。
- 2006年5月27日，点阵字体当日编译更新（nightly-build）系统启动。
- 2006年7月22日，CJK扩展A区点阵开发全部完成，共完成新点阵23,383个，是第一个完全覆盖CJK扩展A区的开源字库。
- 2006年12月9日，算法生成的14pt和10.5pt点阵字体成功导入文泉驿，文泉驿点阵汉字总数超过18万。
- 2007年5月21日，文泉驿点阵宋体v0.8.1进入Fedora官方源。
- 2007年6月20日，文泉驿的第一个矢量中文字体“正黑体0.1-紫箫之先”正式进入内部测试环节。
- 2007年7月3日，文泉驿入选Sourceforge的2007社区选择奖的“最佳合作项目”候选项目。
- 2007年9月9日，矢量字体当日编译更新（nightly-build）系统启动。
- 2007年9月15日，文泉驿正黑体－紫箫final（v0.2.15）首次公开测试。
- 2007年9月18日，点阵字体标准化审核（图腾）基本完成。
- 2007年11月4日，文泉驿点阵宋体1.0（英雄）测试版发布。
- 2007年11月10日，CJK扩展A区笔画分析基本完成。
- 2007年12月14日，全部GBK汉字的笔画分解工作完成。
- 2008年3月10日，香港增補字符集（HKSCS） （页面存档备份，存于）-2004（共4900个汉字）以及增收的59个汉字的笔画绘制工作全部完成。
- 2008年3月29日，文泉驿正黑体－夸父-final v0.5发布。
- 2008年6月24日，文泉驿正黑体－祈祷-0.6.26发布。
- 2008年7月19日，文泉驿正黑汉字字型标准化和初步优化 （页面存档备份，存于）。
- 2008年10月19日，完成全部GB18030汉字笔画分解工作。
- 2009年3月5日，文泉驿正黑体－盘古-0.8.38发布。

## 版本歷史
| 顏色 | 代表意義             |
| ---- | -------------------- |
| 紅色 | 旧稳定版；已停止支援 |
| 黃色 | 旧稳定版；仍提供支援 |
| 綠色 | 最新发行版           |
| 紫色 | 最新测试版           |
| 藍色 | 未來的版本           |

| 字體                 | 发布 | 版本   | 開發代號                  | 发布日期      |
| -------------------- | ---- | ------ | ------------------------- | ------------- |
| 文泉驛點陣宋體       | 1    | 0.5    | 文泉半两（Half-teal）     | 2005年6月25日 |
| 文泉驛點陣宋體       | 2    | 0.6    | 苍龙（White Dragon）      | 2005年8月8日  |
| 文泉驛點陣宋體       | 3    | 0.7.0  | 北斗（Dou）               | 2007年5月20日 |
| 文泉驛點陣宋體       | 4    | 0.8.1  | 嬴政（FirstEmperor）      | 2007年4月7日  |
| 文泉驛點陣宋體       | 5    | 0.9.9  | 英雄（Hero）              | 2007年11月4日 |
| 文泉驛點陣宋體       |      | 1.5    | 奥林匹克（Olympic）       |               |
| 文泉驛Unibit等寬字體 | 1    | 1.1.0  |                           | 2007年9月14日 |
| 文泉驛Unibit等寬字體 |      | 2.0    | 复古（fugu）              |               |
| 文泉驛正黑體         | 1    | 0.2.15 | 紫箫（Zixiao）            | 2007年9月15日 |
| 文泉驛正黑體         | 2    | 0.4.23 | 紫箫（Zixiao）            | 未正式发布    |
| 文泉驛正黑體         | 3    | 0.5.23 | 夸父（Kwafoo）            | 2008年3月29日 |
| 文泉驛正黑體         | 4    | 0.6.26 | 祈祷（Prayer）            | 2008年6月24日 |
| 文泉驛正黑體         | 5    | 0.8.38 | 盘古（Pangu）             | 2009年3月4日  |
| 文泉驛正黑體         | 6    | 0.9.45 | 战国（Fighting-state）RC1 | 2010年3月12日 |
| 文泉驛等寬正黑體     |      | 1.0    | 蝴蝶（Butterfly）         |               |
| 文泉驛微米黑         |      | 0.2    | 远古大爆炸（BigBang）     | 2009年5月25日 |

## 开发程序
- 点阵中文离线制作工具：2005年8月，bmpchinese-devel 1.5
- 汉字笔画分析器：2005年9月，vecchinese-devel 1.0b3
- 在线矢量笔画分析界面  Canvas
- 在线点阵字体绘制界面  Pixel
- 更多程序请参看http://wenq.org/index.cgi?Apps

## 字型风格
文泉驛的繁體字字型風格是中國大陸對繁體字的新式規範寫法，即新字形。风格严格统一为Unicode中的G-Source（中國大陆的G源規範字形）和《现代汉语通用字表》、《通用規範漢字表》的国家标准。《现代汉语通用字表》與《通用規範漢字表》是中国大陆现行规范汉字的依据。
由於字型風格不按Unicode中的T-Source（台灣，國字標準字體、國字標準字體字形檔 （页面存档备份，存于））或 H-Source（香港，常用字字形表、香港字形參考指引 （页面存档备份，存于）），並不符合台灣和香港對繁體字的慣用寫法。詳見中日韓越統一表意文字。
風格有異的字例有：……

## 資料來源
1. ↑   FangQ. . 文泉驿. 2009-03-05  [2009-03-05] （中文（中国大陆））.

## 备注
- 文泉驿开源中文计划 （页面存档备份，存于）
- 文泉驿开发者wiki （页面存档备份，存于）
- Sourceforge文泉驿下载页 （页面存档备份，存于）